# Aloe corallina
Aloe corallina är en grästrädsväxtart som beskrevs av Frans Verdoorn. Aloe corallina ingår i släktet Aloe och familjen grästrädsväxter. IUCN kategoriserar arten globalt som livskraftig.
Artens utbredningsområde är Namibia. Inga underarter finns listade i Catalogue of Life.